# ASM (logiciel)
Pour les articles homonymes, voir ASM.
ASM est une bibliothèque Java de manipulation et d'analyse du bytecode Java. ASM est publié sous licence BSD par le consortium ObjectWeb, devenu OW2.
ASM peut être utilisée pour modifier des classes existantes ou créer dynamiquement des classes, directement sous forme binaire.
Les algorithmes de transformations et d'analyses fournis permettent d'assembler facilement des transformations complexes et des outils d'analyse statique.
ASM fournit des fonctionnalités similaires aux autres frameworks de manipulation du bytecode, mais porte une attention particulière sur la simplicité d'usage et la performance. Il a été conçu pour être aussi petit et rapide que possible, ce qui le rend intéressant pour être utilisé dans des systèmes dynamiques, mais il peut aussi être utilisé de manière statique.

## Alternatives
- Apache BCEL, la bibliothèque logicielle java de manipulation de bytecode précédant ASM, aujourd'hui dépassée par cette dernière.